# Садовські

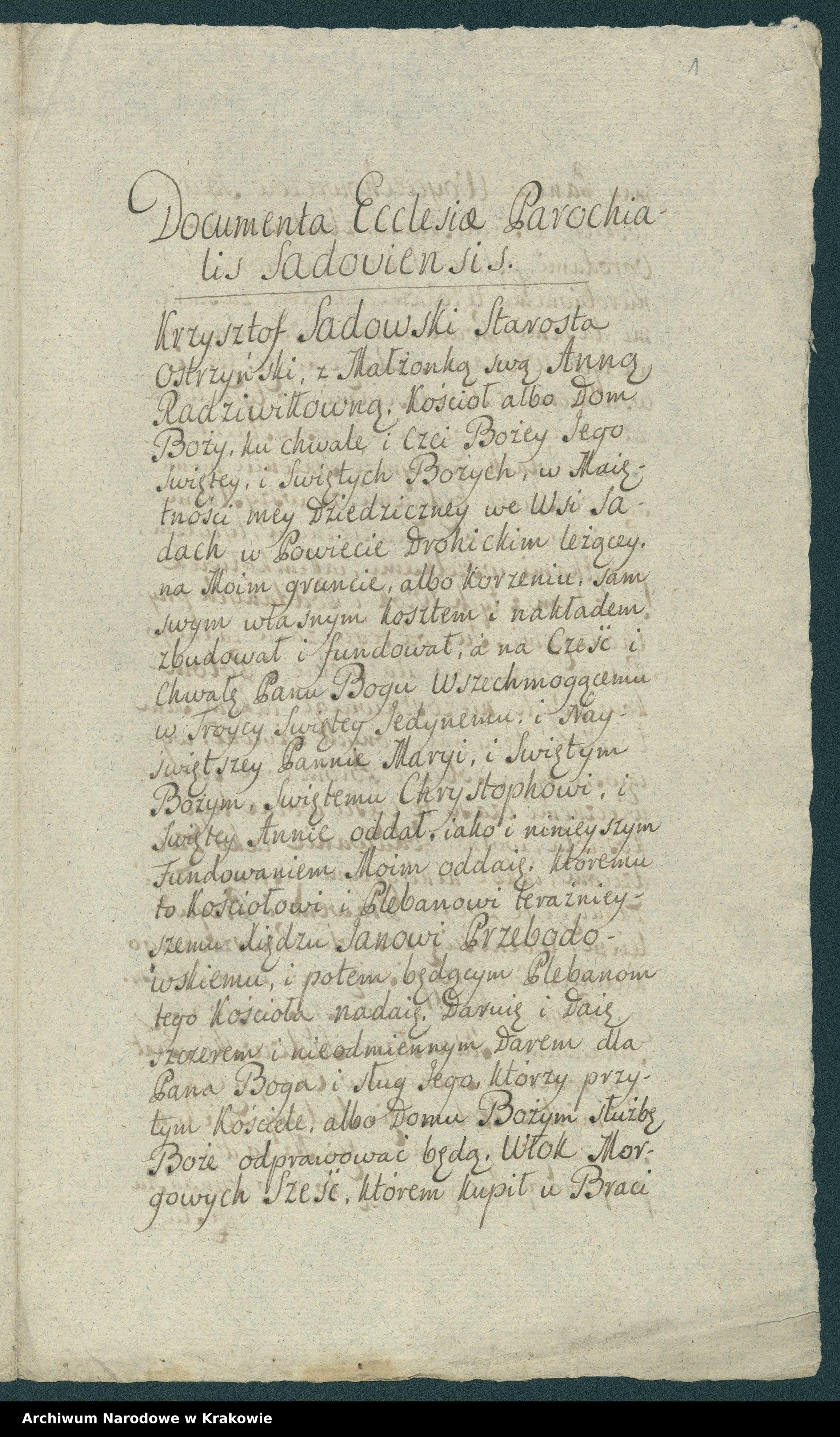
Фундуш Крістофа Садовського католицькому костелу в маєтку Сади.

Садівські — українсько-литовський магнатський рід гербу Любіч. 1452 року князь Іван Санґушкович   отримав від свого дядька, великого князя литовського Казимира IV Ягеллончика маєток Сади  недалеко від міста Дорогичин. Починаючи з XV століття у Польщі почали з'являтися перші офіційні прізвища за назвами володінь, так власники маєтку Сади, стали носити прізвище Садовські . 1528 року Садовські входили до Реєстру землі Дорогицької і виставляли коней для литовського війська . З XV століття рід мав великі земельні володіння у Підляшші та на Берестейщині і посідав значні державні посади у Великому князівстві Литовському .

## Титул представників роду
Починаючи з XVI століття Садовські були королівськими урядниками і виконували важливі державні доручення — від імені королеви Бони Сфорца судили підданих, супроводжували великого князя Сигізмунда Августа в далеких поїздках, що говорить про повну довіру до представників роду, представляли інтереси короля на повітових сеймиках, брали участь у виборах короля. Пізніше обіймали посади каштелянів і брали участь у роботі Сейму Речі Посполитої.
Після того, як 1505 року були прийняті закони, що зрівняли права шляхти, у документах немає прямої вказівки на князівський титул Садовських, проте сама форма звернення підкреслює їхній шляхетний стан:
— урядник королеви Бони у волості Озерицькій та Усвяцькій Станіслав Садовський (до 1554 року)  ;
— його милість (iego mosći pan) Крістоф (Криштоф) Садовський (15 жовтня 1614 року)  ;
— його милість стольник його королівської милості (imć pan strukczaszy ikm) Микола Садовський (18 серпня 1672 року)  ;
— його милість вельможний пан (wielmożny imsći pan) Рейнхольд Садовський (3 лютого 1710 року) , його милість ясновельможний пан (iasniewielmożny imći pan) (6 лютого 1716 року)  ;
— його милість ясновельможний пан (iasnie wielmożny imći pan) Ігнацій Садовський (17 липня 1733 року)  .

## Представники роду
- Іван Санґушкович, син Санґушка Федоровича та Ганни [15], князь, державний діяч Великого князівства Литовського, отримав 1452 року від свого дядька, Казимира IV, маєток Сади [4] (пом. між 1470—1475).
  - князь Андрій Іванович Санґушкович (згадується близько 1520 року) [16].
    - Семен Садовський
      - Андрій Семенович Садовський, державний діяч Великого князівства Литовського, у червні-липні 1565 року забезпечував ночівлю великого князя Сигізмунда Августа, останнього монарха з Гедиміновичів, на його шляху в Молодечно[17], господарський посол на повітові сеймики 1566 року[18], підсудок земський брацлавський та вінницький (призначений на посаду Великим князем Литовським) і одночасно підстароста Брацлавський (1569—1579 роки), посол на коронаційний сейм першого виборного короля Генріха Валуа від Вінницького повіту, що проходив у Кракові з 21 лютого по 3 квітня 1574 року[19],,власник маєтку Гусинка, який перейшов у спадок синам Крістофу (Криштофу) та Станіславу Садовським, а також мосту Добринського, який він отримав замість ставка Лазуцького у королівського дворянина Кучука [20], 10 березня 1574 року король Генріх на сеймі в Кракові своїм привілеєм підтвердив права Садовського Андрія Семеновича на селище Єрмолинці у Брацлавському повіті.
        - Крістоф (Криштоф) Андрійович Садовський, державний діяч Великого князівства Литовського, врадник коденський та кривоберський, староста Остринський, донатор, засновник католицького костелу в маєтку Сади (пом. після 1596 року)[21].
        - Станіслав Андрійович Садовський, урядник, королівський тивун у Повонденській і Корклянській волостях в 1588 році[22].
          - Крістоф Станіславович Садовський, великий землевласник [23] [24] [25] [26] [27].

        - Агнета Андріївна Садовська, дружина Станіслава Швейка, сина Марці зі Швейки гербу Тшаска [28].

    - Станіслав Іванович Садовський.
    - Войтех Іванович Садовський.
      - Войтехович Садовський[29].
      - Адам Садовський, у 1567 році служив тивуну Віленському, володів палацом Лотвішки [30], одружений з Мариною Янівною Костомолоцькою
        - Яронім Адамович Садовський, одружений з княгиною Катариною Юражанкою Гедройц, донькою князя Юрія Мартиновича Гедройця.
        - Станіслав Адамович Садовський.
        - Андрій Адамович Садовський.

## Відомі представники роду
- Крістоф (Криштоф) Андрійович Садовський, староста Остринський, врадник Коденський і Кривоберський, засновник костелу Святої Трійці, Пресвятої Діви Марії, Святого Христофора та Святої Анни в маєтку Сади, великий землевласник, одружений з княгинею Ганною Янівною Радзивілл (1525—1600), дочкою князя Яна Миколайовича Радзівілла (1492—1542) та Ганни Костевич.
- Станіслав Андрійович Садовський, урядник, королівський тивун, великий землевласник. 12 серпня 1577 року в будинку Станіслава Садовського в маєтку Гусяча Воля відбувся дружній суд за скаргами врадника київецького (маєток Києво) Аврама Кливецького від імені пана Остафія Воловича про поранення боярина його королівської милості Яцька Кузевича під час розбійного нападу Станіслава Садовського на королівські землі[31], та від королівського підданого Києвоцької волості Яцька Кузевича про напад на землі короля та побиття його дружини. Скаргу Яцька визнали необґрунтованою[32].
- Остафіан Садовський, посол на сейм 1611 року від Полоцького воєводства.
- Федір Садовський, генерал його королівської милості у воєводстві Полоцькому в 1667 році[33].
- Владислав Садовський, староста Острожанський, посол на сейм 1676 року.
- Микола Садовський, каштелян Брестський (1698—1701), депутат генерального сейму 1672 року у Варшаві, посол на елекційний сейм 27 червня 1697 року короля Августа II від Брестського воєводства, одружений з Ганною[34] гербу Сліповрон, володів спільно зі Стефаном Садовським селом Малова Гора, яке 1653 року вони передали в заставу Єлизабет Мложевській Єзерківській, а 1690 року Микола Садовський знову був власником села[35].
- Рейнхольд Миколайович Садовський, каштелян Брестський (1710—1721), посол на елекційний сейм 27 червня 1697 року короля Августа II від Брестського воєводства, депутат Сандомирської конференції 11 липня.

- Йозеф Миколайович Садовський, ректор несвізького колегіуму (1732—1735), ректор віленської академії (1738—1741), професор, доктор теології та канонічного права.

- Ігнацій Леонард Садовський, староста Слонімський, меценат академії Віленської [36], засновник собору Різдва Христового у Володимирі, одружений з княгинею Терезією Четвертинською.[37]

- Людовіка Марія Садовська, дружина Юзефа Бжостовського з Бжостова гербу Стремено (1692—1745), писаря великого литовського (з 1715 року), старости бистрицького та мядельського, мати Бжостовського Станіслава (1733—1769), воєводи Інфлянського, старости бистрицького; Бжостовського Павла Ксаверія великого литовського писаря, референдарія великого литовського; Бжостовського Роберта, маршалка Трибуналу Великого князівства Литовського та дочки Терезії, бабуся Бжостовського Михайла Ієроніма (1762—1806), старости Мінського, посла на сейм від воєводства троцького[38].
- Станіслав Костка Садовський, ловчий Белзький, староста Рокжицький, маршалок конфедерації, посол на сейм 1784 року від Чернігівського воєводства, одружений з Францискою Ксаверією Потоцькою (дочкою Йоахіма Потоцького, старости Львівського та Єви Каївської)[39]. Відомий тим, що подарував чудотворну ікону, що належала роду Садовських, Свято-Юрському монастиреві у Кристинополі, після чого вона стала широковідома як Кристинопільська ікона Божої Матері[40]. Відомий портрет самого Костки Станіслава Садовського, намальований невідомим майстером, який прикрашає експозицію музею у Олеському замку.
- Каєтан Садовський, староста Слонімський, член волинської порядкової комісії у 1789[41].
- Ієронім Садовський — останній власник Чортківського замку, перед смертю 1895 року заповідав усе своє майно на благодійність; його душоприказником став Орден сестер милосердя у Старому Чорткові[42] [43] .

## ДНК дослідження
У 2020–2021 роках був проведений аналіз Y-хромосоми ДНК за 111 маркерами представника роду Садовських – Сергія Садовського, предки якого були парафіянами Віланівської церкви Брестського повіту Речі Посполитої. У нього виявили гаплогрупу I2a1, точніше субклад I-S8201, що входить у гілку I2a1a2b-L621, характерну для Східної Європи та Балканів. Відомо також, що субклад I2a1a2b1a1a2b1-Y13498 виявлений у представника роду Святополк-Четвертинських (нащадків Ізяслава Ярославича, сина Ярослава Мудрого ) – князя Станіслава Антонія (нар. 1949). Крім того, гаплогрупа I2a1a2b-Y3120, виявлена у племінника Ізяслава Ярославича – Гліба Святославича.